# Letališče Đakovica
Letališče Đakovica AMIKO (albansko Aeroporti i Gjakovës, srbsko Аеродром Ђаковица/Aerodrom Đakovica) je letališče v vasi Lugbunar, blizu Gjakova v zahodnem Kosovu. Pričakuje se, da bo letališče postalo javno dostopno v naslednjih letih, uporabljale pa ga bodo poceni komercialne letalske družbe in tovorna letala.

## Zgodovina
Letališče so zgradile kosovske sile (KFOR) po vojni na Kosovu leta 1999, zraven obstoječega letališča, ki se je uporabljalo v kmetijske namene, in se je uporabljalo predvsem za vojaške in humanitarne lete. 18. decembra 2013 so italijanske zračne sile letališče predale vladi Kosova. V okviru letalskih operacij italijanskih zračnih sil je na letališču Đakovica pristalo več kot 27.000 letal, 220.000 potnikov in več kot 40.000 ton tovora.
Krajevna in državna vlada načrtujeta, da bi letališče Đakovica ponudili za obratovanje v okviru javno-zasebnega partnerstva z namenom spremembe letališča v civilno in trgovsko.
Decembra 2015 so kosovske oblasti poročale, da se je letališče zaprto.